# Ludwig Striegel
Ludwig Striegel (* 1954 in München; † 19. Februar 2016) war ein deutscher Musiker, Pianist, Musikpädagoge und Hochschullehrer.

## Werdegang
Ludwig Striegel studierte nach dem Abitur in Augsburg und anschließendem Wehrdienst in München Schulmusik und schloss mit dem ersten und zweiten Staatsexamen 1979 bzw. 1981 ab. Ein 11-jähriger Schuldienst in Augsburg schloss sich an, bis er 1991 an das Staatsinstitut für Schulqualität und Bildungsforschung in München als Referent für Musik in allen Schularten berufen wurde. Nach seiner Promotion 1995 an der Hochschule für Musik und Theater Hamburg mit einer Arbeit über Erik Satie bei Hermann Rauhe widmete er sich der Lehrerfortbildung und wurde 1999 auf eine Professur für Musikerziehung an der Friedrich-Alexander-Universität Erlangen-Nürnberg  berufen. Seit 2000 war Ludwig Striegel Lehrstuhlinhaber für Musikpädagogik und Musikdidaktik sowie Leiter der Abteilung Schulmusik an der Hochschule für Musik Mainz, deren Rektor er von 2011 bis 2014 war.
Er schuf als Autor und Herausgeber die Schriftenreihe PianoPädagogik, gab Lehrerhandreichungen für Klassenunterricht und wirkte in Rundfunksendungen und mit Auftritten als Pianist in Gesprächs- und Meditationskonzerten zu Neuer Musik.

## Schriften
Als Autor und Herausgeber
- Schlaffe Präludien und verdorrte Embryos. Klavierspielen mit Eric Satie. PianoPädagogik 1, 2002[3].
- Neue Musik ein Kinderspiel? Klangabenteuer mit kleinen Klavierstücken des 20. Jahrhunderts. PianoPädagogik 2, 2002.
- Theodor Leschetizky – der bedeutendste Klavierlehrer, den die Welt je gesehen hat? Eine Einführung in Leben, Werk und Wirken des Pädagogen, Pianisten und Komponisten. Mit Burkhard Muth. PianoPädagogik 3, 2003.
- Frieda Loebenstein, (Grundlegende Beiträge von Frauen für die Klavierpädagogik). PianoPädagogik 4, (Revidierte Neuauflage von Bd. 2 und 3) 2010 (1960, 1974).
- Von der Poesie des Klavierspiels. Mit Joseph Pembaur. PianoPädagogik 5.
- Musik in der Unterrichtspraxis (Handreichungen für Musiklehrer). 1994.
- Von Bach bis zur Gegenwart. Pflichtstücke für Klavier am Musischen Gymnasium. Zottbachtal-Verlag, Pleystein, 8. Auflage, Amberg 2009, ISMN -M-700074-00-5.
- Weltmusik I. Türkenmode und Orientschwärmerei. Vom Umgang mit dem Fremden bis 1900. Themenheft Klasse 5–13 (Thema Musik). 2008.
- Weltmusik II Themenheft Klasse 5–13 (Thema Musik). 2005.